# Folgoso do Courel
Folgoso do Courel település Spanyolországban, Lugo tartományban. Folgoso do Courel Quiroga, A Pobra do Brollón, O Incio, Samos, Pedrafita do Cebreiro, Barjas és Oencia községekkel határos. Lakosainak száma 978 fő (2024).

## Népesség
A település népessége az elmúlt években az alábbi módon változott:
| Lakosok száma | 1549 | 1397 | 1284 | 1233 | 1160 | 1106 | 1025 | 1024 | 985  | 978  |
|               | 2001 | 2004 | 2007 | 2009 | 2012 | 2014 | 2017 | 2019 | 2022 | 2024 |